# Popcorn (專輯)
《Popcorn》是嵐的第14張專輯，第11枚原創專輯，於2012年10月31日發行。唱片公司為J Storm。

## 解說
- 與上一張專輯《Beautiful World》相距約1年3個月。這是繼《Dream "A" live 》後約4年半以來在夏天以外發布的專輯。
- 收錄第36張單曲《迷宮戀曲》至第39張單曲《Your Eyes》的4首A面曲，日本電視台2012年倫敦奧運主題曲《証》、汽車廣告曲《突破吧！》，以及團員5人各自的個人歌曲等，共16首曲目。此外，各單曲的B面曲並無收錄在其中。
- 分初回限定盤、通常盤2種版本，但兩種版本CD所收錄的曲目相同，皆為16曲。
- 初回限定盤採用特殊包裝式樣（CD盒外面再加裝紙盒），且附贈36頁的歌詞本、原創繪本「愛與勇氣的爆米花～Popcorn的誕生過程～」（24頁）以及兩組分別是繪本角色和成員照片的貼紙。
- 通常盤僅附贈歌詞本（32頁）。

### 主要紀錄
- 根據日本公信榜，首日銷售即達30.3萬張獲得冠軍。
- 週間銷售達70萬張，是自2009年《1999-2009 完全精選!》專輯以來連續4張專輯在週間銷量超過50萬。

## 收錄曲
1. Welcome to our party
（作詞：Soluna・Shun、Rap詞：櫻井翔、作曲：Stephan Elfgran・Conor Edwards・Junior Jokinen、編曲：吉岡たく）
2. 突破吧！（駆け抜けろ!）
（作詞：S-Tnk、作曲：Takuya Harada・Samuli Laiho・Pessi Levanto、編曲：石塚知生）
日産汽車「SERENA S - HYBRID」廣告曲
3. Wild at Heart（ワイルド アット ハート）
（作詞：Soluna、作曲：Chris Janey・Junior Jokinen、編曲：Trevor Ingram）
37th單曲。富士電視台系連續劇《幸運7人組》主題歌
4. Face Down
（作詞：eltvo、Rap詞：櫻井翔、作曲：Albi Albertsson・Royce.H・Vincent Stein・Kontantin Scherer、編曲：metropolitan digital clique・Vincent Stein・Kontantin Scherer）
38th單曲。富士電視台系連續劇《上鎖的房間》主題歌
5. We wanna funk, we need a funk
（作詞：Shigeo・Bruce R F Smith・John World、作曲：Bruce R F Smith・Mats Ymell、編曲：metropolitan digital clique）
松本潤solo
6. two
（作詞：Soluna、作曲：Erik Lidbom・R.P.P.、編曲：Erik Lidbom）
大野智solo
7. Waiting for you
（作詞：Soluna、作曲：Octobar・iiiSAK、編曲：吉岡たく・宮野幸子）
8. 樂園
（作詞：S-Tnk、作曲：鈴木ともよし、編曲：Slice Of Life・Tatsuya K.）
相葉雅紀solo
9. 旅程仍將繼續（旅は続くよ）
（作詞：furaha、Rap詞：櫻井翔、作曲：curly・youwhich、編曲：youwhich）
10. 果然還是你（それはやっぱり君でした）
（作詞：二宮和也、作曲：大知正紘、編曲：ha-j・二宮和也）
二宮和也solo
11. 迷宮戀曲（迷宮ラブソング）
（作詞：伊織、作曲：iiiSAK・Dyce Taylor、編曲：Trevor Ingram）
36th單曲。富士電視台系連續劇《推理要在晚餐後》主題歌
12. Your Eyes
(作詞：hs、作曲：Chris Janey・Max Grant、編曲：石塚知生）
39th單曲。日本電視台系連續劇《三毛貓福爾摩斯的推理》主題歌
13. Fly on Friday
（作詞・作曲：eltvo、Rap詞：櫻井翔、編曲：kz）
櫻井翔solo
14. Cosmos
（作詞：pause・eltvo、Rap詞：櫻井翔、作曲：Erik Lidbom、編曲：佐々木博史）
15. 證明
（作詞・作曲：QQ、編曲：ha-j）
日本電視台2012年倫敦奧運主題曲
16. Up to you
（作詞：伊織・100+、Rap詞：櫻井翔、作曲：Wet disk・Christofer Erixon・Joakim Bjömberg、編曲：metropolitan digital clique）